# Я можу знищити тебе
Я можу знищити тебе (англ. I May Destroy You) - британсько-американський драматичний телевізійний серіал, створений Мікаелою Коел для BBC One та HBO. Коел виконує роль Арабелли, молодої письменниці, яка намагається відновити своє життя після зґвалтування. Прем'єра серіалу відбулася 8 червня 2020 року на BBC One та 7 червня 2020 року на HBO.

## У головних ролях
- Мікаела Коел — Арабелла Ессіеду, письменниця
- Веруче Опіа[en] — Террі Пратчард, найкраща подруга Арабелли, акторка
- Паапе Ессіеду — Кваме, найкращий друг Арабелли, інструктор з фітнесу

## Епізоди
| № серії | Назва серії                                                                   | Режисер(и)                | Сценарист(и) | Оригінальна дата показу | Показ в США    |
| ------- | ----------------------------------------------------------------------------- | ------------------------- | ------------ | ----------------------- | -------------- |
| 1       | «Очі, очі, очі, очі» «Eyes Eyes Eyes Eyes»                                    | Сем Міллер                | Мікаела Коел | 8 червня 2020           | 7 June 2020    |
| 2       | «Хтось бреше» «Someone Is Lying»                                              | Сем Міллер                | Мікаела Коел | 9 червня 2020           | 14 June 2020   |
| 3       | «Не забувай про море» «Don't Forget the Sea»                                  | Сем Міллер                | Мікаела Коел | 15 червня 2020          | 22 June 2020   |
| 4       | «Було весело» «That Was Fun»                                                  | Сем Міллер і Мікаела Коел | Мікаела Коел | 16 червня 2020          | 29 June 2020   |
| 5       | «...Щойно з'явилося» «...It Just Came Up»                                     | Сем Міллер і Мікаела Коел | Мікаела Коел | 22 червня 2020          | 6 July 2020    |
| 6       | «Альянс» «The Alliance»                                                       | Сем Міллер і Мікаела Коел | Мікаела Коел | 23 червня 2020          | 13 July 2020   |
| 7       | «Щасливі тварини» «Happy Animals»                                             | Сем Міллер і Мікаела Коел | Мікаела Коел | 29 червня 2020          | 20 July 2020   |
| 8       | «Лінія, спектр, межа» «Line Spectrum Border»                                  | Сем Міллер і Мікаела Коел | Мікаела Коел | 30 червня 2020          | 27 July 2020   |
| 9       | «Соцмережі - чудовий спосіб зв'язку» «Social Media Is a Great Way to Connect» | Сем Міллер і Мікаела Коел | Мікаела Коел | 6 липня 2020            | 3 August 2020  |
| 10      | «Причина, лікування» «The Cause the Cure»                                     | Сем Міллер і Мікаела Коел | Мікаела Коел | 7 липня 2020            | 10 August 2020 |
| 11      | «Хочеш дізнатися стать?» «Would You Like to Know the Sex?»                    | Сем Міллер і Мікаела Коел | Мікаела Коел | 13 липня 2020           | 17 August 2020 |
| 12      | «Смерть Его» «Ego Death»                                                      | Сем Міллер і Мікаела Коел | Мікаела Коел | 14 липня 2020           | 24 August 2020 |

## Реліз
Прем'єра серіалу відбулася 8 червня 2020 року на BBC One у Великій Британії. Перша серія вже відбулася заздалегідь 7 серпня 2020 року на HBO в США. 

## Нагороди та номінації
| Рік  | Нагорода                                                       | Категорія                                                          | Номінанти                                                 | Результат | Дж.         |
| ---- | -------------------------------------------------------------- | ------------------------------------------------------------------ | --------------------------------------------------------- | --------- | ----------- |
| 2021 | Вибір телевізійних критиків                                    | Найкращий телефільм чи мінісеріал                                  | Я можу знищити тебе                                       | Номінація | [ 6 ] [ 7 ] |
| 2021 | Вибір телевізійних критиків                                    | Найкраща акторка в телефільмі чи мінісеріалі                       | Мікаела Коел                                              | Номінація | [ 6 ] [ 7 ] |
| 2021 | GLAAD Media Awards                                             | Найкращий телефільм чи мінісеріал                                  | Я можу знищити тебе                                       | Перемога  | [ 8 ]       |
| 2021 | Премія незалежного кіновиробництва «Ґотем»                     | Прорив у серіалах (короткоформатних)                               | Мікаела Коел, Філ Кларк and Roberto Troni                 | Перемога  | [ 9 ]       |
| 2021 | Премія «Незалежний дух»                                        | Найкращий новий серіал                                             | Мікаела Коел, Філ Кларк і Roberto Troni                   | Перемога  | [ 10 ]      |
| 2021 | Премія «Незалежний дух»                                        | Найкращий акторський ансамбль нового серіалу                       | Мікаела Коел, Паапа Ессієду, Weruche Opia і Stephen Wight | Перемога  | [ 10 ]      |
| 2021 | NAACP Image Award                                              | Найкраща акторка в телефільмі, мінісеріалі чи драматичному Special | Мікаела Коел                                              | Номінація | [ 11 ]      |
| 2021 | NAACP Image Award                                              | Найкраща режисура комедійного серіалу                              | Сем Міллер і Мікаела Коел (за «Смерть его»)               | Номінація | [ 11 ]      |
| 2021 | NAACP Image Award                                              | Найкращий сценарій комедійного серіалу                             | Мікаела Коел (за «Смерть его»)                            | Перемога  | [ 12 ]      |
| 2021 | Премія Гільдії кіноакторів                                     | Найкраща жіноча роль у телефільмі або мінісеріалі                  | Мікаела Коел                                              | Номінація | [ 13 ]      |
| 2021 | Премія для телепрограм Королівського телевізійного товариства  | Акторка                                                            | Мікаела Коел                                              | Перемога  | [ 14 ]      |
| 2021 | Премія для телепрограм Королівського телевізійного товариства  | Мінісеріал                                                         | Я можу знищити тебе                                       | Перемога  | [ 14 ]      |
| 2021 | Премія для телепрограм Королівського телевізійного товариства  | Сценарист — Драма                                                  | Мікаела Коел                                              | Перемога  | [ 14 ]      |
| 2021 | Міжнародна премія AACTA                                        | Найкраща драма                                                     | Я можу знищити тебе                                       | Номінація | [ 15 ]      |
| 2020 | Премія «Craft & Design» Королівського телевізійного товариства | Спеціальна премія                                                  | Мікаела Коел                                              | Перемога  | [ 16 ]      |
| 2020 | Премія «Craft & Design» Королівського телевізійного товариства | Дизайн костюмів — Драма                                            | Lynsey Moore                                              | Перемога  | [ 16 ]      |
| 2020 | Премія «Craft & Design» Королівського телевізійного товариства | Дизайн гриму — Драма                                               | Bethany Swan                                              | Номінація | [ 16 ]      |
| 2020 | Премія «Craft & Design» Королівського телевізійного товариства | Режисер — Драма                                                    | Сем Міллер і Мікаела Коел                                 | Номінація | [ 16 ]      |